# 25399 Vonnegut
25399 Vonnegut là thiên thạch được phát hiện ngày 11 tháng 11 năm 1999 bởi C. W. Juels ở Fountain Hills. Nó đặt tên theo tên của Kurt Vonnegut. Nó được phát hiện ngày sinh nhật Vonnegut và nhận quyết định VN20 năm 1999. 
Thiên thạch nằm ở tiểu hành tinh vành đai chính giữa Sao Mộc và Sao Hỏa, quay quanh Mặt trời khoảng 4 năm 2 tháng. Thiên thạch cách Mặt trời 2.6 AU.